# Villosité intestinale

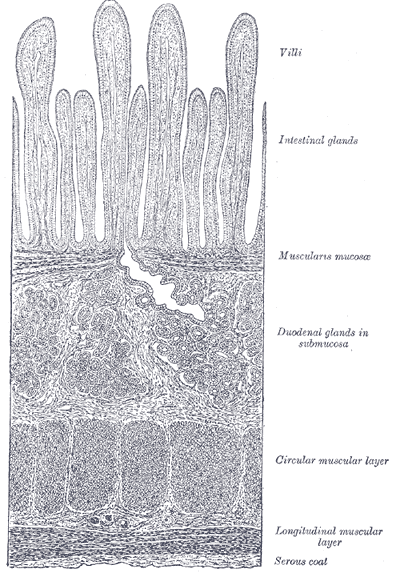
Coupe du tissu intestinal. Les villosités sont en haut.

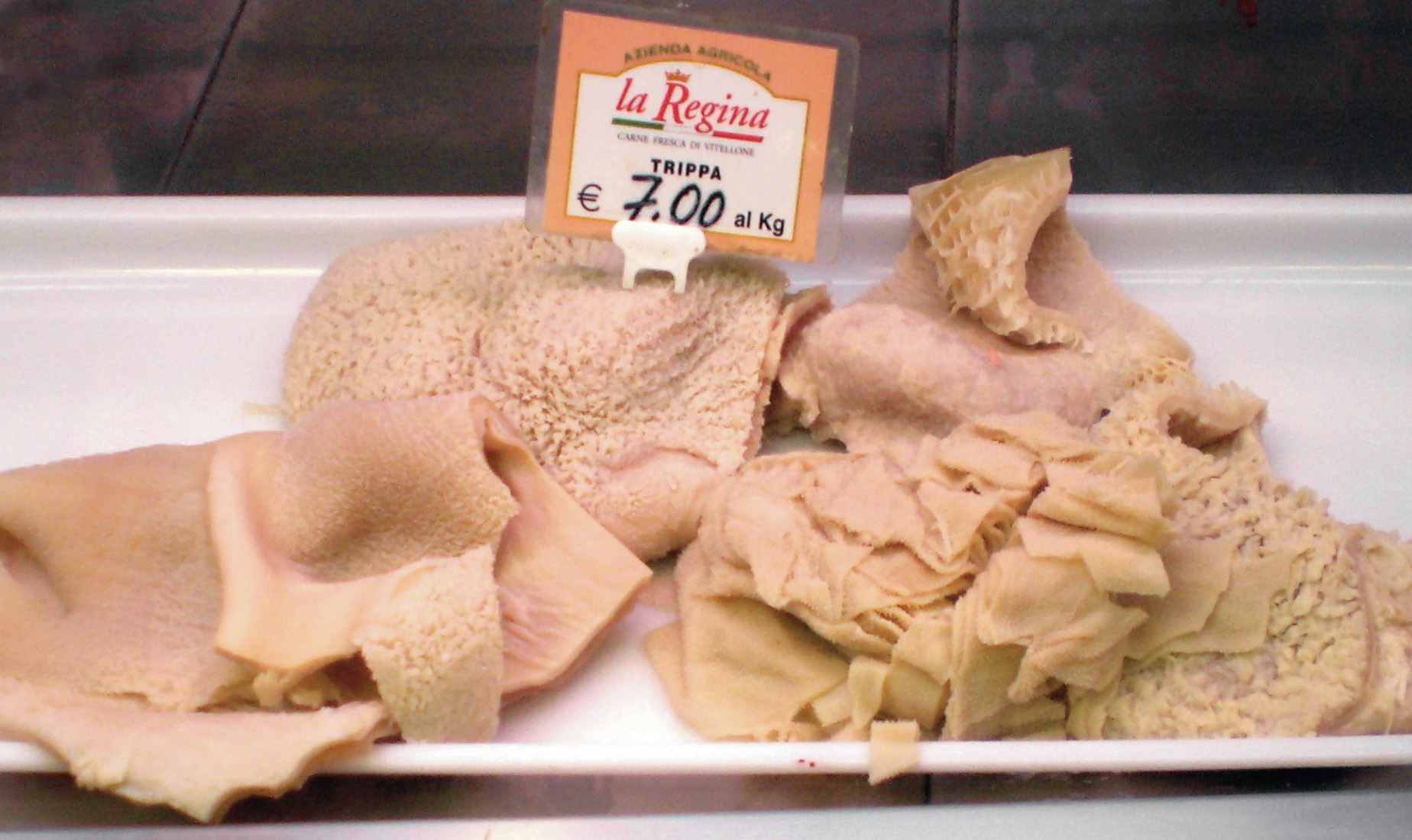
Aspect hérissé des tripes qui évoque les plis, replis et microreplis de l'intestin.

Les villosités intestinales sont des structures (replis de la muqueuse et du tissu conjonctif sous-jacent) de l'intestin grêle permettant l'amplification des processus d'absorption par augmentation de la surface intestinale et donc du nombre de cellules. Ce sont des replis de la paroi intestinale dont la finesse permet aux nutriments de passer facilement vers le sang, à ne pas confondre avec les microvillosités, qui sont, elles, des replis de la membrane plasmique des entérocytes, les cellules intestinales.
L'intestin grêle de l'homme est formé de près de 900 plis, décrits sous le nom de valvules conniventes ou plis de Kerkring, hauts de 5 mm environ. Ces plis sont eux-mêmes formés de plis plus petits, les villosités dont le nombre est estimé à 10 millions, chaque villosité longue de 0,5 à 1,6 mm étant constituée de 10 millions de cellules intestinales.
Les replis de l'intestin d'un humain adulte (correspondant aux valvules, villosités et microvillosités) forme nt une surface développée de 30 m2, soit 332 pieds2 .La mention d'une surface de 260 à 300 m2, équivalent à celle d'un terrain de tennis, a longtemps prévalu mais provenait de mesures réalisées sur des tissus morts. Ces plis (visibles sur la fraise de veau), replis et microreplis donnent un aspect hérissé, comme celui qu'on voit dans les plats de tripes.
La culture en laboratoire étant difficile, ce sont les techniques de biologie moléculaire associées à des outils bioinformatiques qui ont permis de décrire l'écologie et la structure du microbiote intestinal humain. 
On trouve au sein des villosités de nombreux vaisseaux sanguins et des chylifères.
Autrement dit, ce sont des organes microscopiques qui ont pour fonction de faciliter le passage dans le sang des nutriments, issus ou non de la digestion des aliments. Après son passage dans l'intestin grêle, où il subit l'absorption intestinale, le reste du bol alimentaire est rejeté vers le côlon, où il est en partie déshydraté, par absorption d'eau au niveau de cet organe, avant d'être finalement évacué par le rectum sous forme d'excréments.
On rencontre également ces microvillosités notamment à la surface d'organismes tels que les placozoaires, où elles possèdent approximativement les mêmes fonctions.
Leur atteinte dans la maladie cœliaque diminue la surface d'entérocytes et donc les phénomènes d'absorption.